# 23120 Paulallen
23120 Paulallen là một tiểu hành tinh vành đai chính với chu kỳ quỹ đạo là 1551.1021593 ngày (4.25 năm).
Nó được phát hiện ngày 5 tháng 1 năm 2000.